# Fabio Gentile
Fabio Gentile (Milano, 20 febbraio 1974) è un ex giocatore di football americano e dirigente sportivo italiano.
Presidente della società milanese di football americano Rhinos Milano dal 2000 al 2001 e dal 2002 al 2009, è stato fondatore della squadra insieme a Roberto Rizza, Giovanni Ganci, Federico Fiorentino e Massimo Boschi nel settembre del 2000.
È stato uno dei fondatori dell'Italian Football League (IFL) nel 2008 per la quale ha ricoperto la carica di Segretario Generale.
Nel 2013 è stato eletto nel neonato Consiglio Regionale Lombardo della Federazione Italiana di American Football.
A livello sportivo è cresciuto nelle giovanili dei Rhinos Milano e ha militato anche nei Pythons Milano, Pharaones Garbagnate, Falcons Milano e Bulls Magenta.
Durante la presidenze dei Rhinos Milano è stato promotore del Flag Football School Program, il programma di inserimento del flag football nelle scuole elementari e medie varato nel 2007.